# Rostanga crawfordi
Rostanga crawfordi is een slakkensoort uit de familie van de Discodorididae. De wetenschappelijke naam van de soort is voor het eerst geldig gepubliceerd in 1969 door Burn.